# UNDOF
Силите за наблюдение на ООН за прекратяване на военните действия (на английски: United Nations Disengagement Observer Force, UNDOF) са разположени на Голанските възвишения в Югозападна Сирия, окупирани от Израел.
Създадени са на 31 май 1974 година с Резолюция № 350 на Съвета за сигурност на ООН, в изпълнеие на Резолюция № 338 от 1973 г., която призовава за незабавно прекратяване на огъня и изпълнение на Резолюция № 242 на Съвета за сигурност на ООН.
Резолюцията е приета същия ден. „Споразумението за прекратяване на военните действия“ е подписано на Голанските възвишения между израелските и сирийските сили, като така се поставя началото на примирие, с което се слага край на водената през 1973 година война, известна като „Йом Кипур“.
Оттогава силите изпълняват своите функции с пълното съдействие на двете страни. Мандатът на „Силите за наблюдение на ООН за прекратяване на военните действия“ се подновява на всеки шест месеца от 1974 година (най-скоро – 30 юни 2012 година). „Организацията на ООН за надзираване на примирието“ (United Nations Truce Supervision Organization) и „Силите за наблюдение на ООН за прекратяване на военните действия“ продължават дейността си да надзирават примирието в региона. Преди началото на Сирийската гражданска война, ситуацията в израелско – сирийския сектор е тиха, без сериозни инциденти.
|  |

## История на конфликта
На 6 октомври 1973 година, в изненадваща координирана атака, Египет атакува силите на Израел, базирани на Суецкия канал и полуостров Синай, докато Сирия атакува израелските сили базирани на Голанските възвишения. Израелските сили сприат атаката и възвръщат по-голяма част от изгубената територия, след което настъпват към Сирия и Египет. Бойните действия продължават до 22 октомври 1973 година, когато с Резолюция № 338 на Съвета за сигурност на ООН се призовава за примирие.
Два дни по-късно, Израел и Египет нарушават примирието и продължават военните действия, което води до Резолюция № 339, с която се слага край на войната.
Днес този конфликт е известен като Войната от Йом Кипур. Международните сили на ООН за поддържане на мира II са поставени между армиите на Израел и Египет в региона на Суецкия канал, с цел стабилизиране на ситуацията.
Резолюция № 339 главно потвърждава условията, заложени в Резолюция № 338 (базирана на Резолюция № 242). В резолюцията е посочено изискването, двете страни да се върнат на позициите, които са заемали при влизане в сила на първоначалното примирие, както и искане от Генералния секретар на ООН за предприемане на мерки към поставянето на наблюдатели, които да надзирават примирието. Напрежението по израелско – сирийския фронт остава голямо и през март 1974 година ситуацията става все по-нестабилна. САЩ предприемат дипломатическа инициатива, чрез която се подписва „Споразумение за прекратяване на военните действия“ (S/11302/Add.1, анекс I и II) между Израел и Сирия. В споразумението се предвижда създаването на буферна зона и два сходни района с ограничение на силите и въоръжението на двете страни. Призовава се към създаването на наблюдателни сили, които да следят за неговото изпълнение. Споразумението е подписано на 31 май 1974 година и на същия ден Съветът за сигурност на ООН приема Резолюция № 350 за създаване на „Силите за наблюдение на ООН за прекратяване на военните действия“.
На 1 юни 1974 година, наблюдателите от „Организацията на ООН за надзираване на примирието“ са прехвърлени към „Силите за наблюдение на ООН за прекратяване на военните действия“ и към тях се присъединяват специални части от Австрия и Перу.
На 3 юни – канадски и полски персонал от „Международните сили на ООН за поддържане на мира № ІІ“ е прехвърлен към поверения район на „Силите за наблюдение на ООН за прекратяване на военните действия“.
На 3 юни 1974 година, Генерал Брицено от Перу пристига от Кайро в щаба на „Организацията на ООН за надзираване на примирието“ към „Смесената израелско – сирийска комисия по примирието“ в Дамаск и поема оперативното командване на всички наблюдатели на „Организацията на ООН за надзираване на примирието“, които са командировани към „Силите за наблюдение на ООН за прекратяване на военните действия“. Първата фаза на операцията е създаването на наблюдателните постове.
От 6 до 25 юни 1974 година се поставя началото на втората фаза, в която е включено фактическото разделяне на сирийските и израелските сили. Перуанците са базирани южно от Кунейтра, близо до Зуани. Канадската логистична рота и свързочна част са базирани в Кунейтра. Щабът на силите остава в Дамаск.
Когато „Силите за наблюдение на ООН за прекратяване на военните действия“ са реорганизирани през 1993 година, (Финското правителство решава да изтегли своите части от мисията), щабът им е преместен от Дамаск в лагер „Ал Фауар“ – австрийски базови лагер, разположен по средата между контролно – пропускателните пунктове „Саса“ и „Кунейтра“, на около 60 километра от Дамаск.

## Буферна зона
Буферната зона е дълга близо 80 километра и широка от 500 метра до 10 километра. Формира площ от 235 км². Зоната прекосява „Розовата линия“, разделяйки Голанските възвишения и Сирия там, където границата на Израел е позната като линия „Алфа“, а границата на Сирия е позната като линия „Браво“. Зоната граничи на север с ливанската „Синя линия“, а на юг формира граница с Йордания по-малко от 1 километър.
От оперативна гледна точка, линия „Алфа“ е била начертана на запад – да не бъде прекосявана от израелски сили, а линия „Браво“ на изток – да не бъде прекосявана от сирийски сили. Между тези линии лежи „Зона на разделение“, която е буферна зона.
На 25 километра от всяка страна се простира „Зоната на ограничение“, където наблюдателите от „Силите за наблюдение на ООН за прекратяване на военните действия“ и „Група за наблюдение – Голан“ под тяхно командване, надзирават броя на сирийските и израелските войски и въоръжение. Вътре в „Зоната на разделение“, „Силите за наблюдение на ООН за прекратяване на военните действия“ действат с контролно – пропускателни пунктове и патрули. В тази зона действат и два фронтови батальона – в северната част – AUSBATT – от масива на връх Ермон до региона на Кунейтра и на юг – POLBATT – до границата с Йордания.
Между Израел и Сирия официално няма граничен контролно – пропускателен пункт, но за ООН, един граничен контролно-пропускателен пункт съществува близо до Кунейтра. Нарича се „Проход – А“ (The A-Gate).
Въпреки че щабът и фронтовите батальони действат в сирийската част, HQ POLLBATT, една контролно-пропускателна позиция и HQ LOGBATT се намират в израелската част, разположени в лагер „Зуани“. Повечето австрийци служат в сирийската част и само няколко, които са служители на военната полиция, изпълняват своите задължения на граничния контролно – пропускателен пункт.
Теренът е хълмист по възвишенията на планинската верига откъм Ливан. В зоната най-високата точка е връх Ермон (2814 м), на ливанската граница. Най-ниската точка е на 200 метра под морското равнище – река Ярмук.
Карти:
UNDOF Position Map – PDF
The worldwide highest UNDOF Position – Hermon Hotel

## Сили за наблюдение
Първоначалният състав през 1974 година на „Силите за наблюдение на ООН за прекратяване на военните действия“ е съставляван от персонал от Австрия, Перу, Канада и Полша. Днес около хиляда военнослужещи са предоставени от Австрия, Индия, Япония, Филипините и Хърватска.
На военнослужещите асистират наблюдатели от „Група за наблюдение – Голан“ към „Организацията на ООН за надзираване на примирието“, международен и местен цивилен персонал.
„Силите за наблюдение на ООН за прекратяване на военните действия“ се намират в рамките на – и близо до – зоната на двата базови лагера, 44 постоянно действащи позиции и 11 наблюдателни поста.
Щаб-квартирата се намира в лагер „Ал Фауар“, а действащият офис се намира в Дамаск. Австрийският батальон и хърватската рота са разположени на север, а филипинският батальон е разположен на юг с базов лагер в Зуани.
Логистичните части на Индия и Япония изпълняват не фронтови транспортни задачи, ротационен транспорт, контрол и разпределение на продоволствията получени от Силите и поддръжката на тежко оборудване. Фронтовата логистична подкрепа е вътрешна за контингентите и включва транспорт на продоволствия до позициите.
На 13 август 2012 година, генерал – майор Икбал Синг Синга от Индия, поема поста като „Глава на мисията и Командир на силите“ от генерал – майор Наталио Кабили Екарма III от Филипините.
Разчистване на мини се извършва и от двата батальона, контролирани от щаба „Силите за наблюдение на ООН за прекратяване на военните действия“. Приетият годишен оперативен бюджет за периода от юли 2011 до юни 2012 година е 50 526 100 щатски долара и съставлява по-малко от 1% от миротворческия бюджет на ООН.
През март 2013 година, 21 филипински миротворци са задържани от група сирийски бунтовници, наричащи се „Бригада на мъченици от Ярмук“. Миротворците са освободени по-късно и на 12 март се връщат в своята база през Йордания и Израел.
От 1974 до 2006 година в мисията има 42 смъртни случая, включително един цивилен служител.
На 9 август 1974 година, канадски транспортен самолет „Бъфало“ е на рутинен полет от Бейрут към Дамаск за снабдяване с продоволствия на канадските миротворци, намиращи се на Голанските възвишения. На Полет 51 има петчленен екипаж и четири пасажера, като всички са членове на канадските сили. В 11:50, докато е на заход за кацане в Дамаск, самолетът пада в предградията на сирийския град Ад Димас. Загиват всички на борда. До днес, това е най-големият брой жертви за един ден в историята на канадските миротворни сили.
На 10 май 2013 година, министърът на външните работи на Филипините Алберт дел Росарио, изказа своите намерения да изтегли филипинския контингент от миротворци от зоната на „Силите за наблюдение на ООН за прекратяване на военните действия“. Той констатира, че рисковете в района са преминали „всякаква граница на търпимост“. Изявлението е направено след отвличането на четирима миротворци, показани на видео да бъдат използвани като „човешки щитове“ от бригадата на мъчениците от Ярмук. Филипинският контингент наброява триста четиридесет и двама, близо 1/3 от целия контингент на мисията.
На 6 юни 2013 година, австрийският канцлер Вернер Файман и австрийският външен министър Михаел Шпинделегер оповестиха, че Австрия ще изтегли своите военни от мисията на „Силите за наблюдение на ООН за прекратяване на военните действия“. Това решение е взето след като сирийски бунтовници атакуват и превземат граничния контролно – пропускателен пункт при Кунейтра. Филипински миротворец е бил ранен по време на сражението.

## Мандат
Препоръчвайки сегашното удължаване на мандата, Генералният секретар на ООН Генерал Бан Ки Мун наблюдава, че въпреки сегашното затишие на израелско – сирийската граница, ситуацията в Близкия изток е много вероятно да остане напрегната. Генералният секретар смята за важно продължаването на присъствието на „Силите за наблюдение на ООН за прекратяване на военните действия“ в региона, до постигането на цялостно решение.
Дейностите на силите включват:
- Цялостно надзираване на буферните зони;
- Наблюдаване на израелското и сирийско военно присъствие в региона (от постоянни наблюдателни постове и патрули през деня и нощта – пеша и моторизирани);
- Намеса в случай на влизане в буферната зона от военен персонал, от която и да е страна, или при опити за започване на военни действия;
- Двуседмична инспекция на 500 израелски и сирийски военни терена в региона на ограничение от всяка страна, за да се осигури консенсус по ограничаването на техниката и силите, които са позволени;
- Помагане на Международната комисия на Червения кръст в транспортирането на поща и хора през района, осигуряван от медицинските части;
- Намирането и отбелязването на минни полета;
- Повишаване на осведомеността на цивилните за минните полета, и да оказва помощ на Детския фонд на ООН при изпълнение на неговите дейности в региона;
- Да работи за опазването на околната среда, и да намали въздействието на силите в региона върху нея.

## Цивилни дейности
Буферната зона е населена и охранявана от сирийските власти. В околностите на пограничната зона има няколко градове и села, включително и руините на Кунейтра. Минните полета продължават да представляват сериозна опасност за „Силите за наблюдение на ООН за прекратяване на военните действия“ и цивилното население. Фактът, че експлозивите започват да стареят, увеличава заплахата.

## Пресичане на границата
Членовете на мисията на ООН в региона обикновено са единствените лица, които пресичат израелско – сирийската граница през „Зоната“. От 1988, Израел е позволил на Друзките пилигрими (религиозно малцинство) да пресичат границата, за да посетят олтара на Абел в Сирия. В региона Ал Кунайтира, една рота следи главните пътища, които водят до „Зоната на разделение“. Няколко пъти през годината Израел и Сирия позволяват преминаването на арабски граждани под надзираването на Международна комисия на Червения кръст през неофициален проход в района. Тези хора са пилигрими и са студенти в Дамаския университет, но живеят в Израел или в окупираните територии. През 2005 година, Сирия позволява на няколко камиона натоварени с Голански ябълки да бъдат внесени в страната. Камионите са управлявани от кенийски граждани.
От 1967 година е позволено на младоженки да преминават границата по Голан, но знаейки, че пътуването е еднопосочно. Този феномен е отразен в израелско – арабския филм „Сирийската булка“.
Фалиралият „Транс – арабски петролопровод“ преминава през южната част на зоната. Израел позволява дейността на петролопровода през Голанските възвишения да продължи, тъй като територията попада под израелска окупация в резултат на Шестдневната война през 1967 година. Секцията на петролопровода отвъд Йордания спира да функционира през 1976 година, поради оспорваните транзитни такси между Саудитска Арабия, Ливан и Сирия, появата на супертанкерите и повреждането на петролопровода.